# Rešetari
Rešetari – wieś w Chorwacji, w żupanii brodzko-posawskiej, w gminie Rešetari. W 2011 roku liczyła 2450 mieszkańców.